# リチャード・フィスク
リチャード・アーウィン・フィスク（英: Richard Irwin Fiske、1922年3月26日 - 2004年4月2日）は、アメリカ合衆国の軍人。真珠湾奇襲当時ラッパ手で、戦後ハワイの真珠湾にある戦艦アリゾナ記念館でのボランティア活動での表彰や、旧日本軍軍人との交流を行った。

## 生涯
マサチューセッツ州ボストン出身。1940年2月、アメリカ海軍に入隊。同年6月に戦艦ウエストバージニアに配属された。
1941年12月7日の真珠湾でアメリカ海軍が奇襲された午前7時55分に彼は甲板におり、日本機が魚雷を発射するのを目撃した。その後艦橋に移動したが数分後に艦長が戦死し、9本の魚雷と2発の爆弾が命中したウエストバージニアでは午前9時30分頃に退艦命令が出て、フォード島まで泳いだ。1944年1月、ウエストバージニアに復帰し、第5艦隊に所属した彼は硫黄島の上陸作戦支援にも参加した。
1948年にアメリカ空軍に移り空中給油機であるKC-97やKC-135のパイロットとして朝鮮戦争やベトナム戦争に従軍した後、曹長で退役した。
1982年にアリゾナ記念館のボランティアの一員となり、1983年に元日本軍第二次攻撃隊の艦上爆撃機隊に所属していた阿部善次（赤城）との交流が始まった。かつて敵同士であった彼らは友人となり共にアリゾナ記念館にバラを献花している。
加賀の搭乗員だった赤松勇二とも交流を持ち、2003年12月には佐伯市とホノルルが友情都市となるきっかけを作った。
彼と日本の元軍人との間の交流は日米の相互理解、友好親善に貢献したとして1996年に勲六等旭日章を受章した。
2004年1月、アメリカ合衆国内務長官のゲール・ノートンとハワイ州知事のリンダ・リングルからアリゾナ記念館での3000時間を超えるボランティア活動に対して表彰された。その年の4月2日に亡くなりホノルルにある太平洋国立記念墓地に葬られた。